# Fatou Diane
Pour les articles homonymes, voir Diagne.
Fatou Diane est une économiste et femme politique sénégalaise. Elle est ministre de la Femme, de la Famille et de la Protection des enfants, sous le gouvernement Amadou Ba I.

## Biographie

### Enfance et formation
Fatou Diane Gueye est fille de gouverneur, originaire de la région de Diourbel. Elle suit des études au lycée Peytavin de Saint-Louis, au lycée Mame-Cheikh-Mbaye de Tambacounda, puis au lycée Coumba-Ndoffène-Diouf de Fatick en filière scientifique.
Elle obtient une licence à l'université Cheikh-Anta-Diop (UCAD) en 2003, puis un diplôme d'études approfondies en économie appliquée entre l'université d'Aix-Marseille, le CNRS, l'EHESS et l’École Centrale de Marseille, puis un master en économétrie bancaire et financière à l'université de la Méditerranée en 2006,.
Fatou Diane décroche ensuite un doctorat en économie appliquée du développement sur la gestion des risques et la stabilité financière dans les pays de l'Union économique et monétaire ouest-africaine (UEMOA) en cotutelle avec les deux universités de son master et l'université Gaston-Berger de Saint-Louis.
Elle enseigne par la suite comme professeure d'économie à la FASEG à l'UCAD.

### Carrière politique
Fatou Diane occupe diverses fonctions au ministère de l'Économie, des Finances et de la Planification sous les différents gouvernements du président Macky Sall. Elle est d'abord chef de la division des politiques économiques, puis en 2009 de la synthèse économique. En 2014, elle devient conseillère technique du directeur de la planification et des politiques économiques, puis en 2017 directrice de la réglementation et de la supervision des services financiers décentralisés jusqu'en 2021. Elle est alors coordonnatrice du PROMISE au ministère du Micro-financement et de l'Économie sociale et solidaire, à la suite de Fatou Diagne Yaye Seck.
Après 15 ans au gouvernement, le 17 septembre 2022, Fatou Diane devient ministre de la Femme, de la Famille, du Genre et de la Protection des enfants, succédant à Ndeye Saly Diog Deng,,,.
Le 8 mars 2024, après la nomination de Sidiki Kaba comme Premier ministre, elle quitte le gouvernement (avec prise d'effet le 2 avril) et est remplacée par Thérèse Faye Diouf qui fusionne son ministère avec celui du Développement communautaire. Les ministres Samba Sy, Lat Diop et Doudou Kâ quittent également le gouvernement.